# トラクトリ
トラクトリ（ナワ語群: Tlachtli）は、アステカ時代の球戯場。天国を意味するI字形をしていた。

## 歴史
オーッラマロニ（ナワ語群: ōllamaloni）と呼ばれるゴム球を使った球戯オーッラマリィッツィ（ナワ語群: Tlachtli, ullamaliztliとも）が行われ、都テノチティトランでは、最大のボールコートはテオトラッコ（ナワ語群: Teotlachco、「聖なる球戯場」の意）と呼ばれていた。テオトラッコでは、ウィツィロポチトリとその布告者であるパイナルを称えるために4人の捕虜を生贄にするなど、パンケツァリッツリの月に開催される祭りでいくつかの重要な儀式が行われた。
トラクトリでは、チーム制のラケットボールのような球戯を行い、主に敗北者が首を刎ねられ、生贄となるという宗教的要素の強い競技を行った。
中南米にやってきたスペイン人が別のスポーツが伝えるまで2.700年もの間、中南米の象徴であり続けた。